# جنرال إلكتريك للرعاية الصحية
جنرال إلكتريك للرعاية الصحية (بالإنجليزية: GE Healthcare) هو أحد أقسام البنية التحتية لتكنولوجيا شركة جنرال الكتريك، الذي هو في حد ذاته تقسيم شركة جنرال إلكتريك وتوظف أكثر من 46000 شخص في العالم ويقع مقرها الرئيسي في ليتل Chalfont، باكينجها مشير في المملكة المتحدة. جنرال إلكتريك للرعاية الصحية هي أول الأعمال التي يكون مقرها خارج الولايات المتحدة الأمريكية. وفي عام 2004 ، تم إتمام عملية الاستحواذ بمبلغ 9 مليارات دولار من قبل شركة أمرشام ومقرها في المملكة المتحدة، وكان اسمها سابقا جنرال الكتريك للأنظمة الطبية ثم تحولت إلى جنرال إلكتريك للرعاية الصحية.